# Toxopeia demodes
Toxopeia demodes är en fjärilsart som beskrevs av Diakonoff 1955. Toxopeia demodes ingår i släktet Toxopeia och familjen gnuggmalar. Inga underarter finns listade i Catalogue of Life.